# El Carrizal, Ixmiquilpan
El Carrizal är en ort i Mexiko.   Den ligger i kommunen Ixmiquilpan och delstaten Hidalgo, i den sydöstra delen av landet, 120 km norr om huvudstaden Mexico City. El Carrizal ligger 1 711 meter över havet och antalet invånare är 872.
Terrängen runt El Carrizal är kuperad åt sydväst, men åt nordost är den platt. El Carrizal ligger nere i en dal. Runt El Carrizal är det ganska tätbefolkat, med 96 invånare per kvadratkilometer. Närmaste större samhälle är Ixmiquilpan, 2,6 km sydväst om El Carrizal. Trakten runt El Carrizal består till största delen av jordbruksmark.